# 孕石元泰
孕石 元泰（はらみいし もとやす）は、戦国時代から安土桃山時代にかけての武将。今川氏、武田氏の家臣。諱の「元」は今川義元の偏諱と思われる。

## 生涯

### 出自
今川氏の家臣・孕石光尚の子として誕生。孕石氏は遠江国原田荘（静岡県掛川市）を本拠とする原氏の庶流の一族で、孕石村を本拠とした。元泰の祖父にあたる行重のころより今川家臣となる。元泰の史料上の初見は天文21年（1552年）9月7日にみえ、今川義元より父・光尚の遺領相続に関して指示を受けている。

### 生涯
永禄11年（1568年）の武田信玄の駿河侵攻によって今川氏から離反して武田氏の家臣となり、翌年（1569年）4月15日に駿河国足洗郷（現・静岡市）や遠江国各所の知行地を安堵された。元泰は朝比奈信置や岡部元信と並ぶ駿河先方衆の1人であり、武田信玄の駿河平定戦に参陣して武功を挙げ、特に同年12月の蒲原城攻略戦では信玄より感状を賜った。
武田氏の駿河平定後は江尻城代・山県昌景の相備に編成され、駿河国藤枝郷（現・藤枝市）に知行地を得て領内の市立てや堤の再興に尽力した。天正3年（1575年）4月の武田勝頼の三河侵攻に際しては江尻城の在番を務め、三河戦線にいる山県昌景より江尻城の普請・警固について指示を受けている。同5年（1577年）閏7月12日には勝頼より改めて駿河・遠江各所の知行地である480貫文を安堵された。
天正7年（1579年）より遠江高天神城の在番を務める。高天神城は翌年から徳川軍の攻囲を受け、同9年（1581年）3月22日に高天神城が徳川軍に攻略される（第二次高天神城の戦い）。元泰は捕らえられ、翌23日に切腹させられた。
なお、降伏者で切腹を申しつけられたのは孕石一人であった。切腹の際、極楽があると信じられた西方向ではなく、南に頭を向けて腹を切ろうとし、それを指摘されても、敢えて方角を直さなかったと言われている。
子の孕石元成は、土佐山内氏に仕えた。

### 逸話
『家忠日記』『三河物語』に拠れば、今川家臣時代は人質時代の徳川家康と屋敷が隣り合わせであった。鷹狩りが好きな家康が放った鷹が獲物や糞を隣家の孕石の屋敷に落としており、度々苦情を申し立てていた。そのことに腹を立てていた家康により十数年ののち彼は切腹させられた。

## 家族
- 孕石光尚（父）
- 孕石元泰
- 孕石元成（子）
- 孕石正元（孫）
- 孕石元政（曾孫）